# Куркляй
Куркляй (лит. Kurkliai) — местечко в Аникщяйском районе Утенского уезда на северо-востоке Литвы. Согласно переписи населения 2011 года, в местечке проживает 374 человека. Административный центр одноимённого староства. Близ местечка расположен Аникщяйский региональный парк.

## История
До Второй Мировой войны в местечке проживала значительная еврейская община. Евреи Куркляя разделили судьбу евреев Укмерге и его окрестностей, которые были убиты в ходе массовой казни в лесу Пивония 5 сентября 1941 года. Сохранилась старая деревянная синагога.

## Герб
Герб местечка Куркляй был утверждён указом президента Литвы № 1K-1829 от 26 мая 2014 года.

### Описание и обоснование символики
В серебряном поле золотой святой Георгий (святой покровитель местной церкви) верхом на восстающем червленом коне (символизирует местную традицию коневодства) колет черным копьем в пасть зеленого дракона (символизирует зеленые луга Куркляйского староства), попранного задними копытами коня и изрыгающего червленое пламя. Лицо и кисти рук святого естественного цвета.

## Галерея

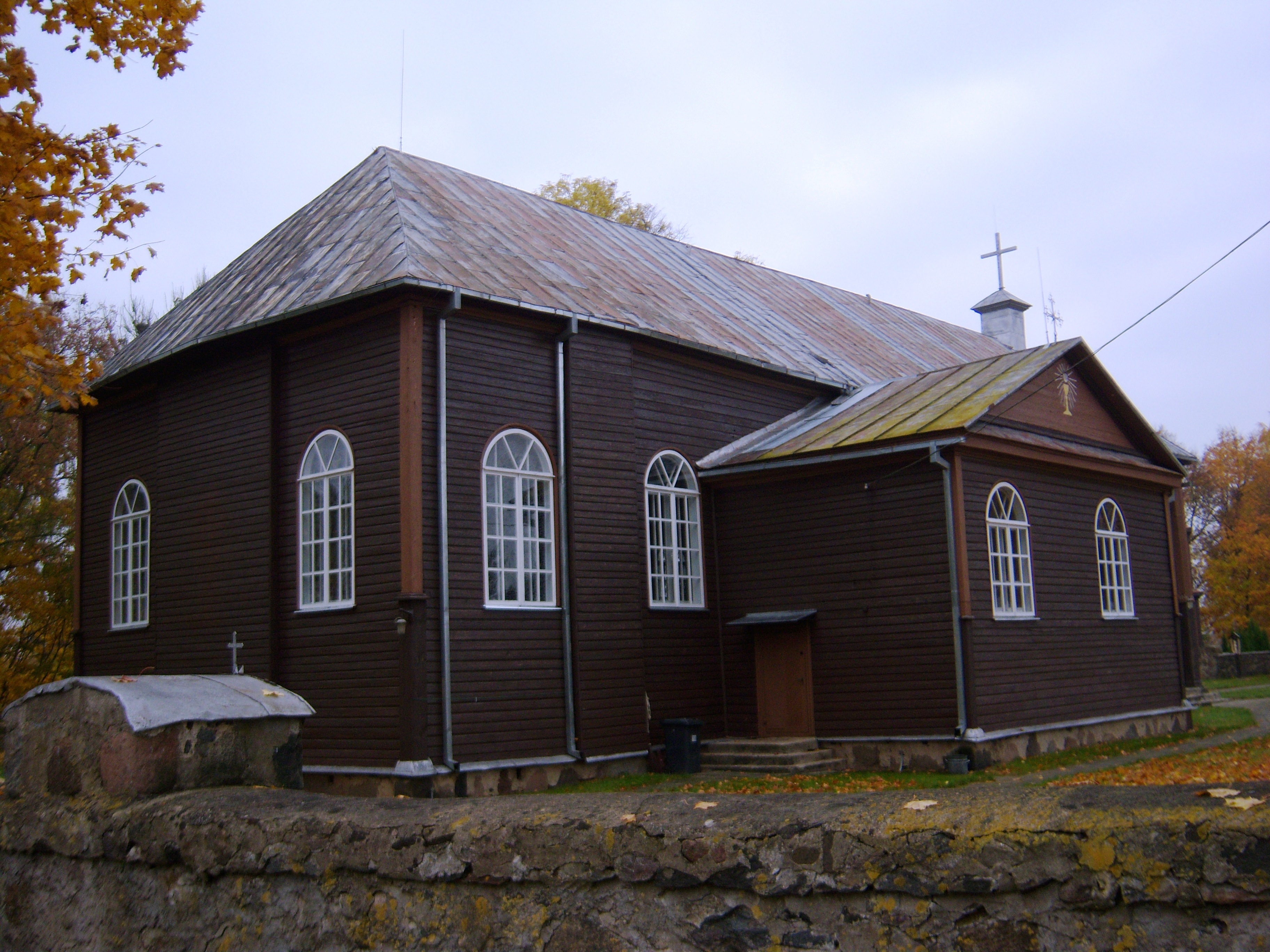
Церковь Святого Георгия[лит.]
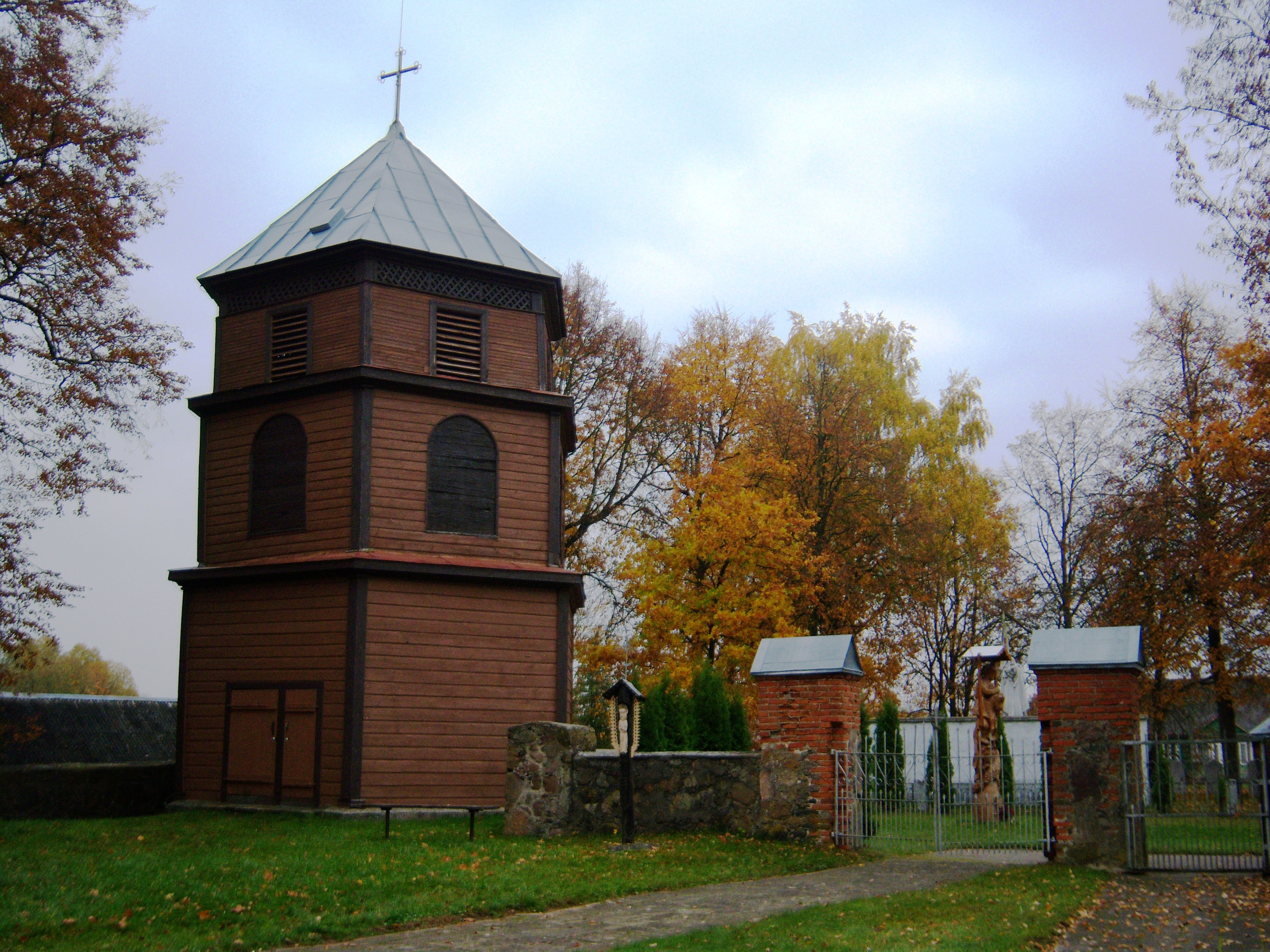
Колокольня церкви Святого Георгия
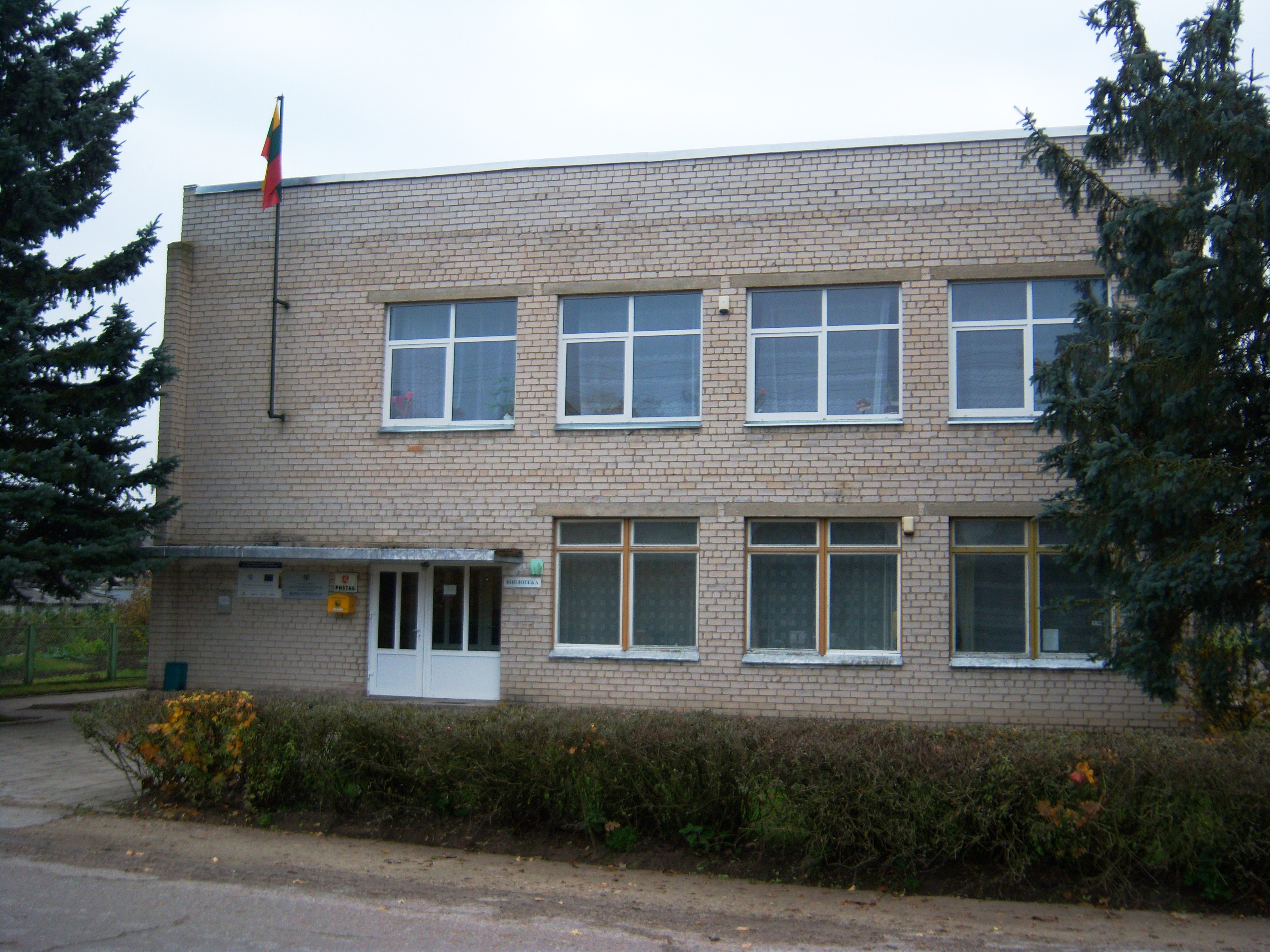
Староство
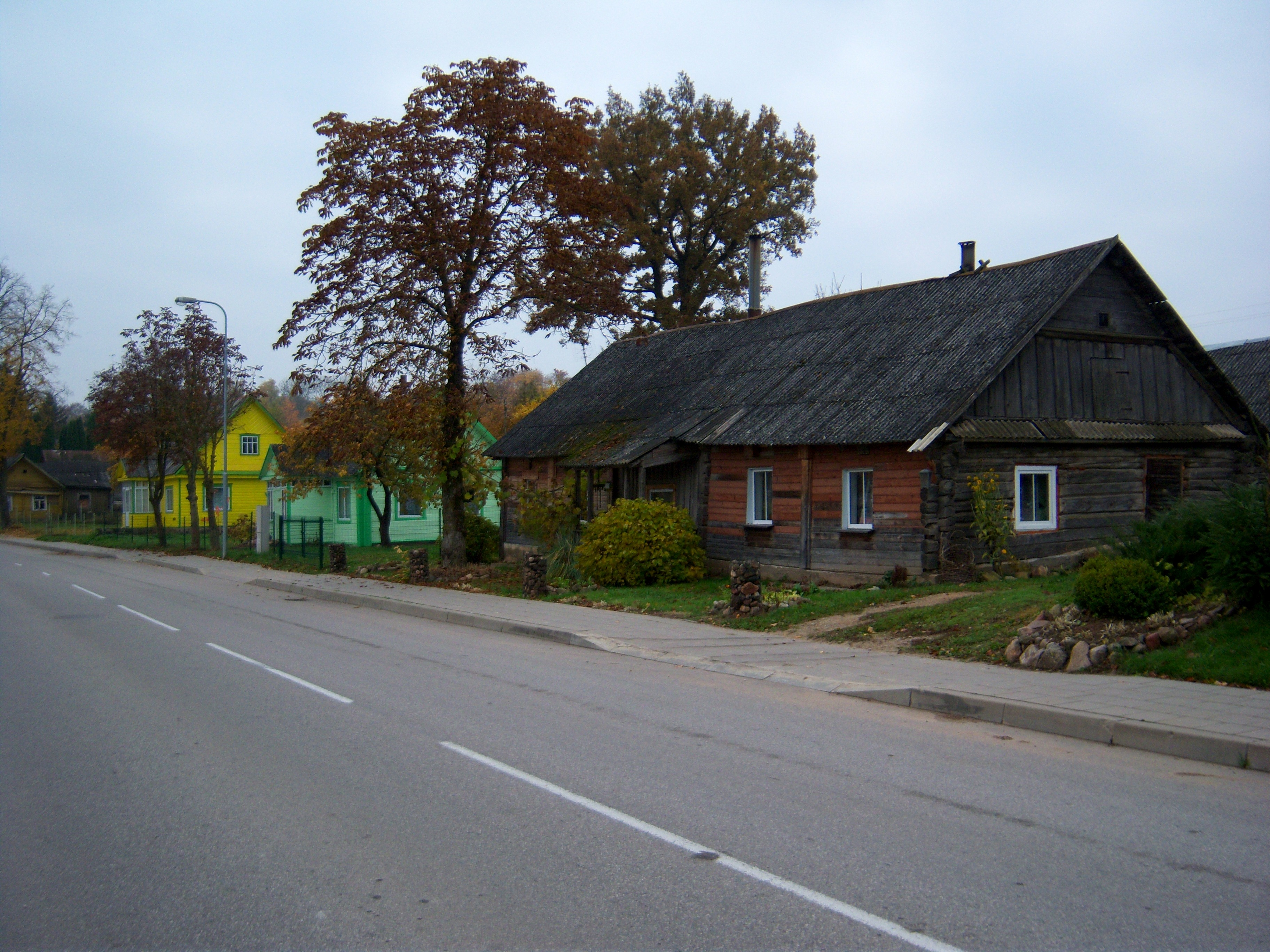
Улица Аникщяйская
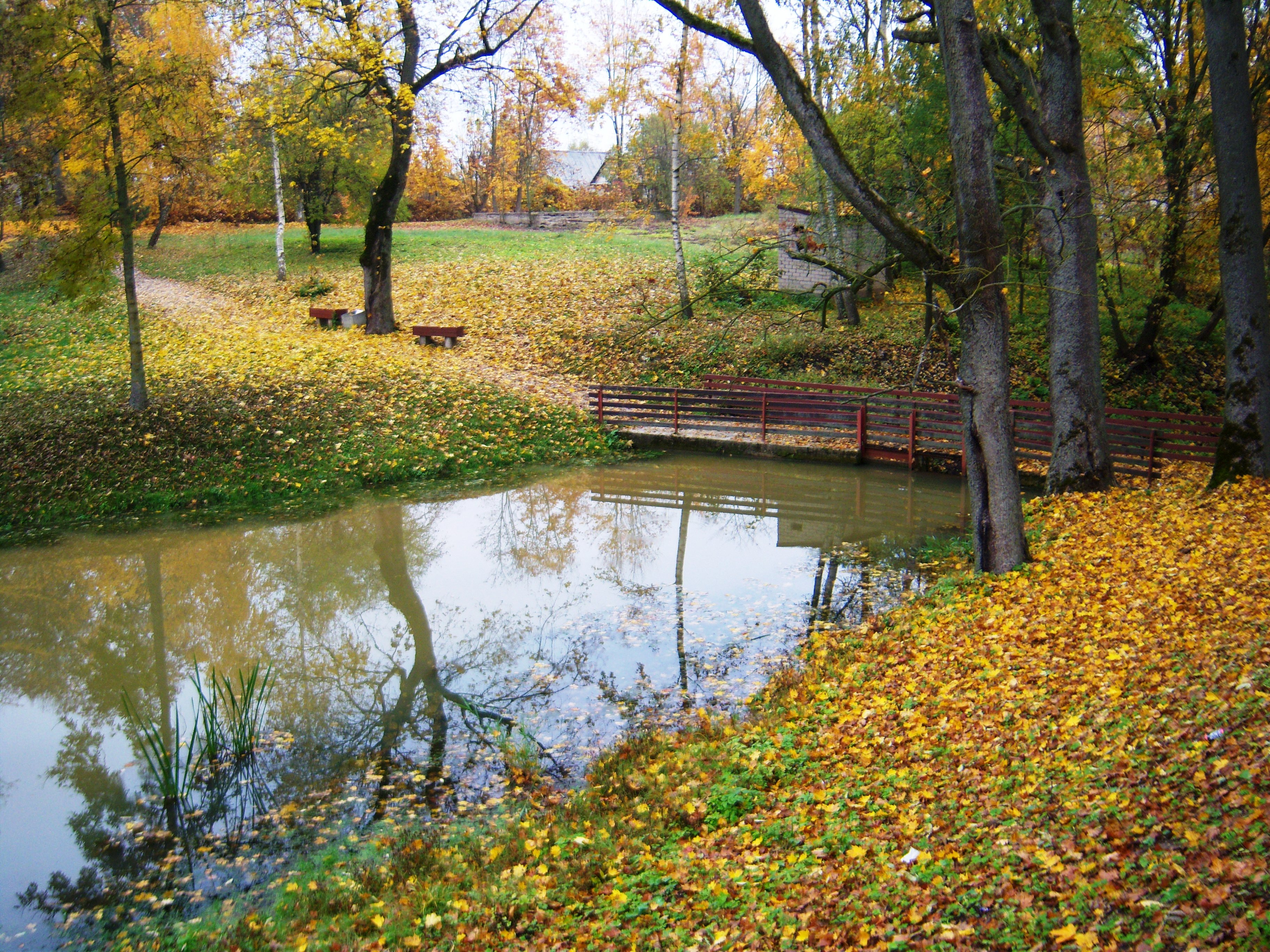
Река Попеле
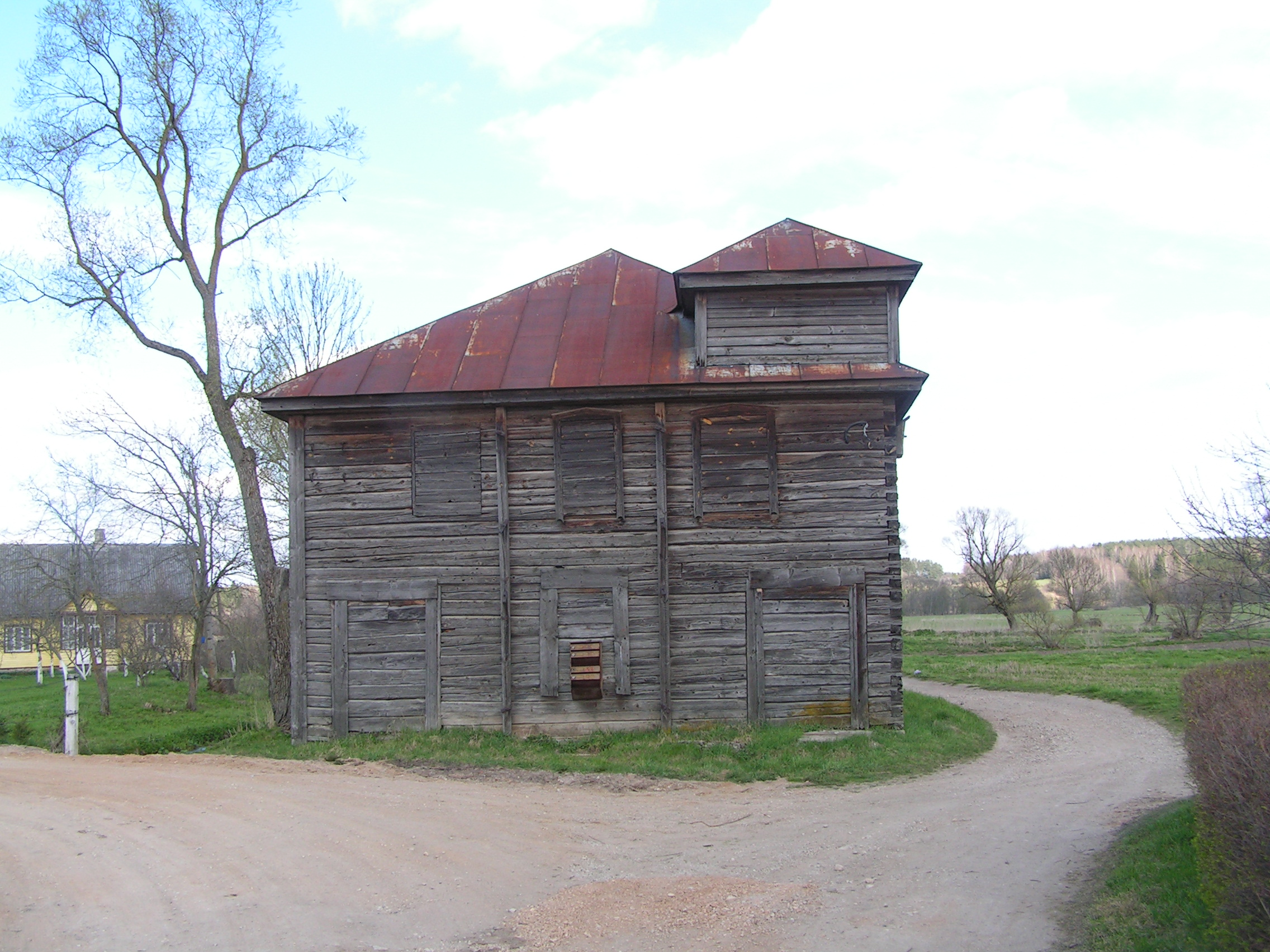
Cинагога[лит.]
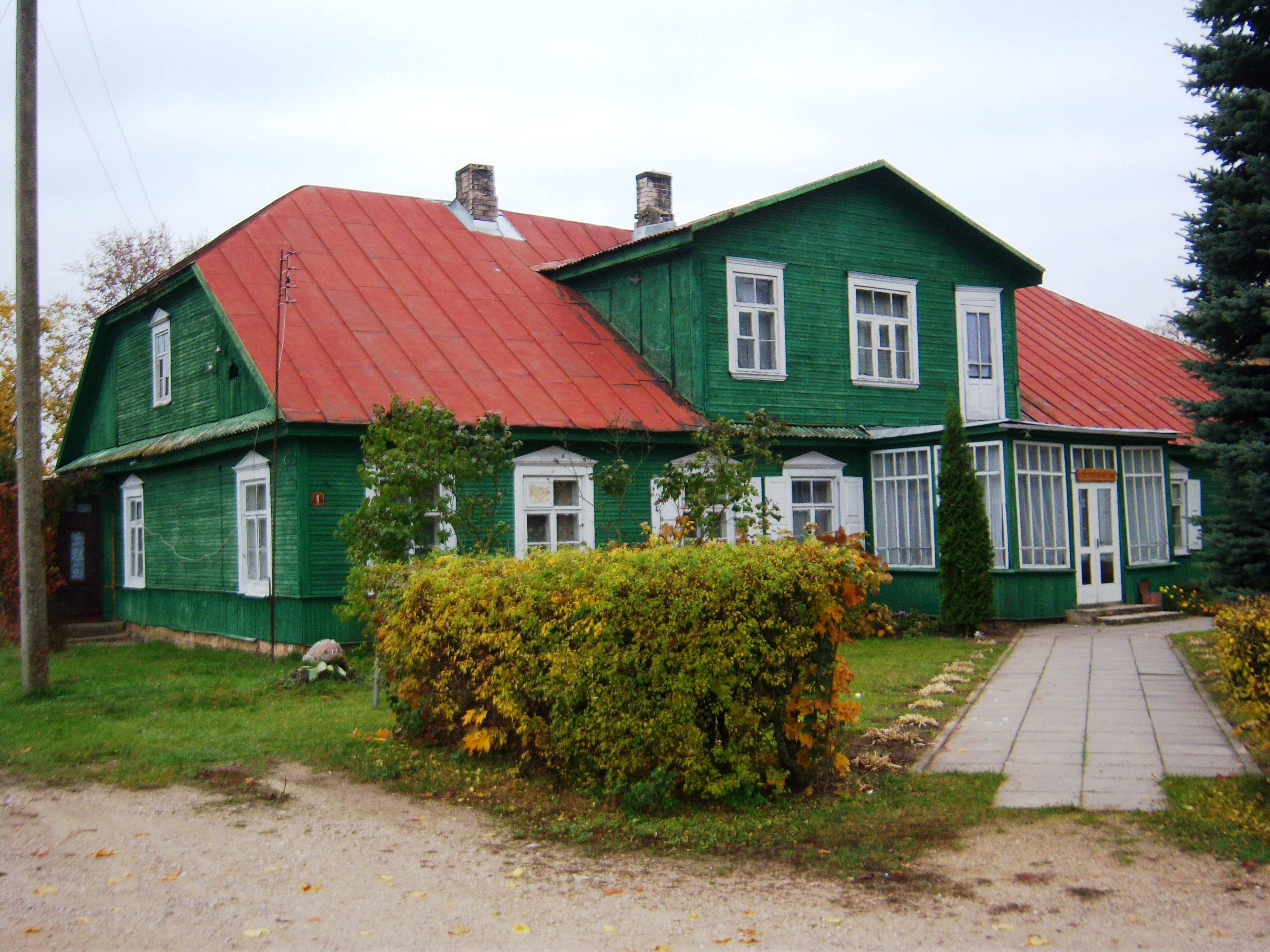
Oбщинный дом
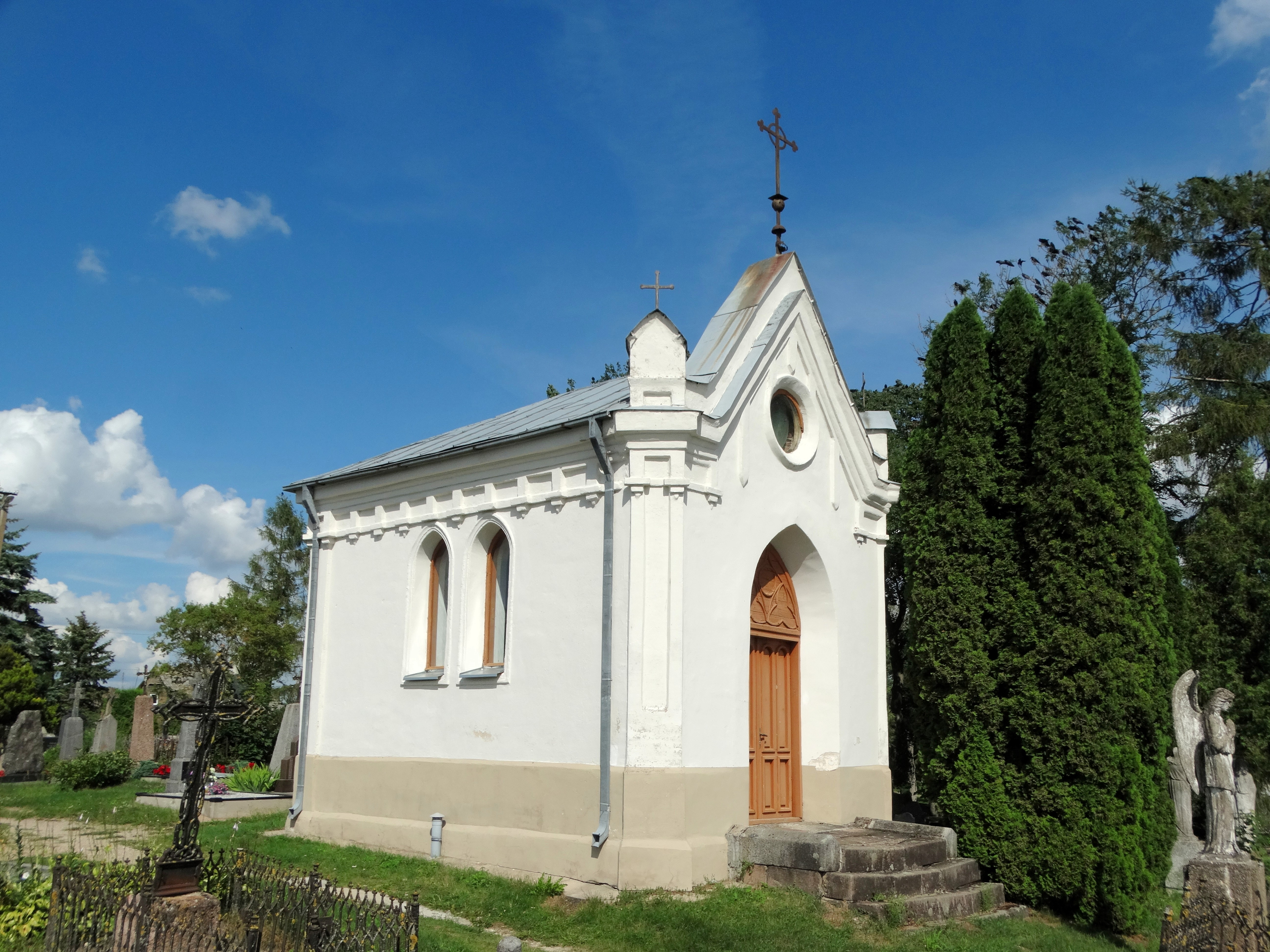
Кладбищенская часовня[лит.]
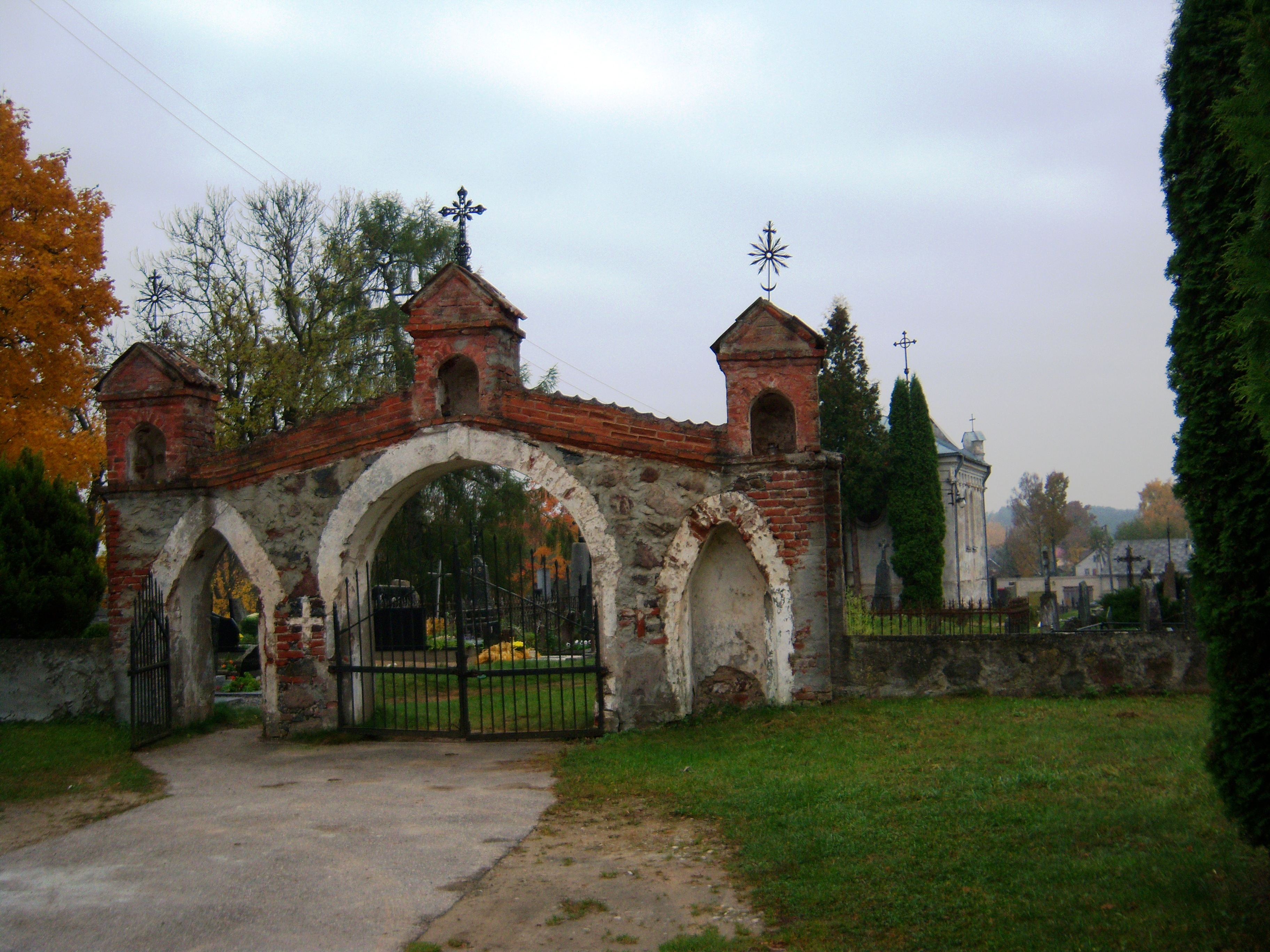
Кладбищенские ворота
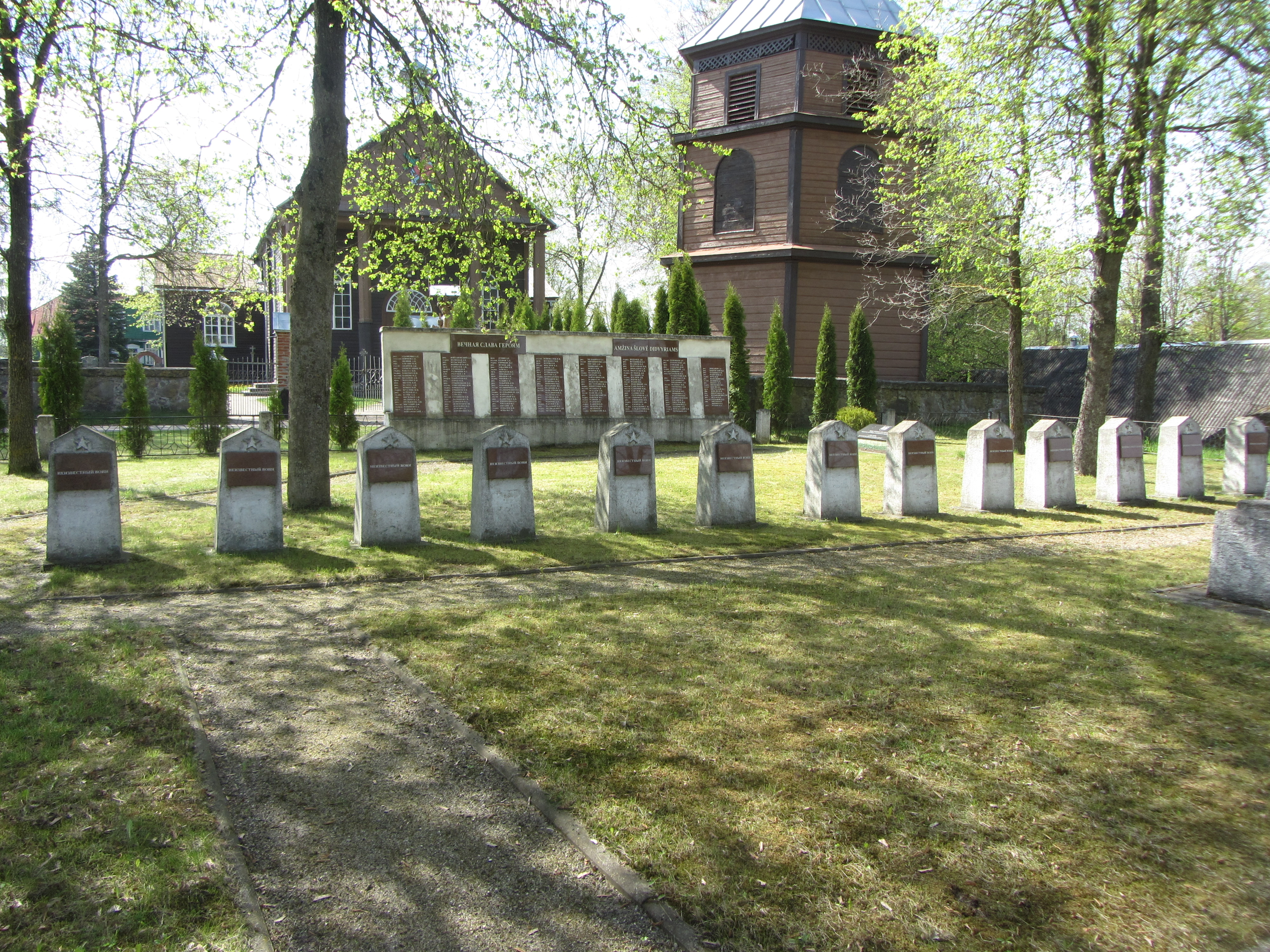
Кладбище советских воинов

## Известные уроженцы
- Монтегю Бартон— британский предприниматель еврейского происхождения.
- Арнольдас Лукошюс[англ.] (род. 11 февраля 1967) — участник групп LT United и Foje.